# حي ظلمة العليا (إب)
حي ظلمة العليا هو أحد أحياء مديرية حبيش في محافظة إب اليمنية. يبلغ تعداد سكانه 3042 نسمة حسب التعداد السكاني في اليمن لعام 2004.